# Eupithecia maenamii
Eupithecia maenamii är en fjärilsart som beskrevs av Inoue 1965. Eupithecia maenamii ingår i släktet Eupithecia och familjen mätare. Inga underarter finns listade i Catalogue of Life.